# Linha do Norte
A Linha do Norte é uma ligação ferroviária entre Lisboa e Porto, sendo considerada a mais importante de Portugal. Tem um comprimento de 336 km, das estações de Lisboa-Santa Apolónia a Porto-Campanhã, que ficam distantes 274 km entre si em linha reta. A linha é em via dupla, exceto 15 km de via quádrupla à saída de Lisboa, entre as estações de Lisboa-Oriente e Alverca, e está totalmente electrificada.
A Linha do Norte serve a região mais populosa de Portugal: cerca de 6,7 milhões de pessoas, 63% da população de Portugal, vive a menos de 35 km em linha reta duma estação principal (servida por comboios intercidades). A linha serve também populações de outras regiões, pois constitui a espinha dorsal da rede ferroviária portuguesa, ligando as linhas a sul de Lisboa às linhas a norte do Porto e estas às Linhas da Beira Baixa e Beira Alta.[carece de fontes?]
Em 2023 os comboios mais rápidos, do serviço Alfa Pendular ligam Lisboa-Santa Apolónia a Porto-Campanhã em duas horas e 58 minutos, com paragens em Lisboa-Oriente, Coimbra-B, Aveiro e Vila Nova de Gaia. Os comboios do serviço Intercidades, que param em onze estações intermédias, levam três horas e vinte e dois minutos.[carece de fontes?] Cerca de dezoito comboios Alfa Pendular e Intercidades em cada sentido ligam diariamente Lisboa e Porto. A linha é ainda usada por comboios de mercadorias, regionais e  suburbanos de Lisboa e Porto. No total, em cada dia útil a Linha do Norte é usada por cerca de 720 comboios (mercadorias e passageiros).

## História
As obras para a construção da ligação ferroviária entre Lisboa ao Porto e à fronteira iniciaram-se em 17 de Setembro de 1853, tendo o primeiro troço, até ao Carregado, sido aberto à exploração em 29 de Outubro de 1856. A Linha do Norte foi concluída com a inauguração da Ponte de D. Maria Pia, no dia 5 de Novembro de 1877. Em 24 de Junho de 1991, entrou ao serviço a Ponte de São João, e, em 1998, a Gare do Oriente, em Lisboa.

### Fases da Construção[8]
| Entre as Estações                                       | Extensão | Inauguração           |
| ------------------------------------------------------- | -------- | --------------------- |
| Lisboa – Carregado                                      | 36,5 km  | 28 de Outubro de 1856 |
| Carregado – Virtudes                                    | 14,5 km  | 31 de Julho de 1857   |
| Virtudes – Santana-Cartaxo                              | 23,8 km  | 28 de Abril de 1858   |
| Santana-Cartaxo – Ponte Ferroviária de Asseca           | 8,2 km   | 29 de Junho de 1858   |
| Ponte de Asseca – Santarém                              | 5,9 km   | 1 de Julho de 1861    |
| Santarém – Entroncamento                                | 31,9 km  | 7 de Novembro de 1862 |
| Entroncamento – Soure                                   | 79,0 km  | 22 de Maio de 1864    |
| Soure – Taveiro                                         | 25,8 km  | 7 de Julho de 1864    |
| Taveiro – Estarreja                                     | 76,3 km  | 10 de Abril de 1864   |
| Estarreja – Vila Nova de Gaia                           | 44,8 km  | 8 de Julho de 1863    |
| Vila Nova de Gaia – Porto-Campanhã (Ponte de Maria Pia) | 3,8 km   | 5 de Novembro de 1877 |

## Caracterização
| Troço         | Troço         | vel. máx. perm. / km/h               | vel. máx. perm. / km/h               |
| de            | a             | AP                                   | IC                                   |
| ------------- | ------------- | ------------------------------------ | ------------------------------------ |
| Porto         | Gaia          | 120                                  | 120                                  |
| Gaia          | Gaia          | 80                                   | 80                                   |
| Gaia          | Válega        | 160-120                              | 160-120                              |
| Válega        | Aveiro        | 220-170                              | 200-160                              |
| Aveiro        | Aveiro        | 160                                  | 160                                  |
| Aveiro        | Pampilhosa    | 220                                  | 190-200                              |
| Pampilhosa    | Pampilhosa    | 60                                   | 60                                   |
| Pampilhosa    | Coimbra       | 160-140                              | 140-120                              |
| Coimbra       | Coimbra       | 50                                   | 50                                   |
| Coimbra       | Alfarelos     | 160-140                              | 140-120                              |
| Alfarelos     | Pombal        | 200-140                              | 160-110                              |
| Pombal        | Entroncamento | 180-140                              | 160-140                              |
| Entroncamento | Entroncamento | 100                                  | 100                                  |
| Entroncamento | V.Santarém    | 160-120                              | 140-120                              |
| V.Santarém    | C. Ribatejo   | 220-140                              | 200-140                              |
| C. Ribatejo   | Alverca       | 140                                  | 140                                  |
| Alverca       | Moscavide     | 200 (vias rápidas) 160 (vias lentas) | 180 (vias rápidas) 160 (vias lentas) |
| Moscavide     | L.Oriente     | 160                                  | 160                                  |
| L.Oriente     | Lisboa-S.A.   | 100                                  | 100                                  |

### Descrição
A Linha do Norte é a espinha dorsal do sistema ferroviário português. Esta importante via férrea, com 336,050 quilómetros de extensão, é a mais modernizada do País em infraestruturas e material circulante, e a sua construção contribuiu enormemente para o desenvolvimento das povoações por ela abrangidas.
Saindo de Lisboa pela zona mais oriental da cidade, a partir da mais antiga estação do país, a Estação de Santa Apolónia, e passando logo depois pela principal estação ferroviária de Lisboa e do país, a Estação do Oriente, segue sempre junto ao Tejo, na direcção nordeste, atravessando e servindo localidades densamente urbanizadas da região da Grande Lisboa, tais como Sacavém, Bobadela, Alverca e Vila Franca de Xira. De seguida, seguindo ainda na direcção nordeste, entra pelas belas paisagens das lezírias ribatejanas, atravessando e servindo localidades como Azambuja, Cartaxo, Santarém e Torres Novas. Pouco depois, na interface do Entroncamento, dá ligação à Linha da Beira Baixa que, liga a Abrantes, Castelo Branco e Covilhã e, também dá ligação ao Ramal de Tomar, que, termina no centro da mesma cidade. No Entroncamento, vira de nordeste para norte, de onde entra num percurso rural e montanhoso, mas bonito de se ver, até à zona de Coimbra, passando por localidades como Caxarias, Ourém e Pombal. Serve Coimbra com uma estação situada perto do centro da cidade, a estação de Coimbra-B, da qual é possível fazer transbordo para um ramal de 2 km onde circulam regularmente comboios regionais e urbanos até à estação de Coimbra, que dá acesso directamente ao centro da cidade. De seguida, mais para norte, entra numa zona que é um misto de rural e indústria. Passa junto a parques industriais como Souselas, Pampilhosa (onde liga com a Linha da Beira Alta, dando acesso a localidades como Santa Comba Dão, Nelas, Celorico da Beira, Guarda, entre outras, e consequentemente a Espanha e à Europa), Aveiro e Ovar. Entre Ovar e Vila Nova de Gaia, segue junto ao mar, apenas interrompida em Espinho, cuja nova estação é subterrânea. No concelho de Vila Nova de Gaia atravessa de novo uma zona densamente urbanizada, já no Grande Porto. A entrada na cidade invicta é feita pela Ponte de São João, em que durante a travessia, se pode vislumbrar a panorâmica bela que é a zona histórica do Porto. O seu extremo norte é na estação de Campanhã, de onde segue para a Linha do Minho.

### Obras de arte principais

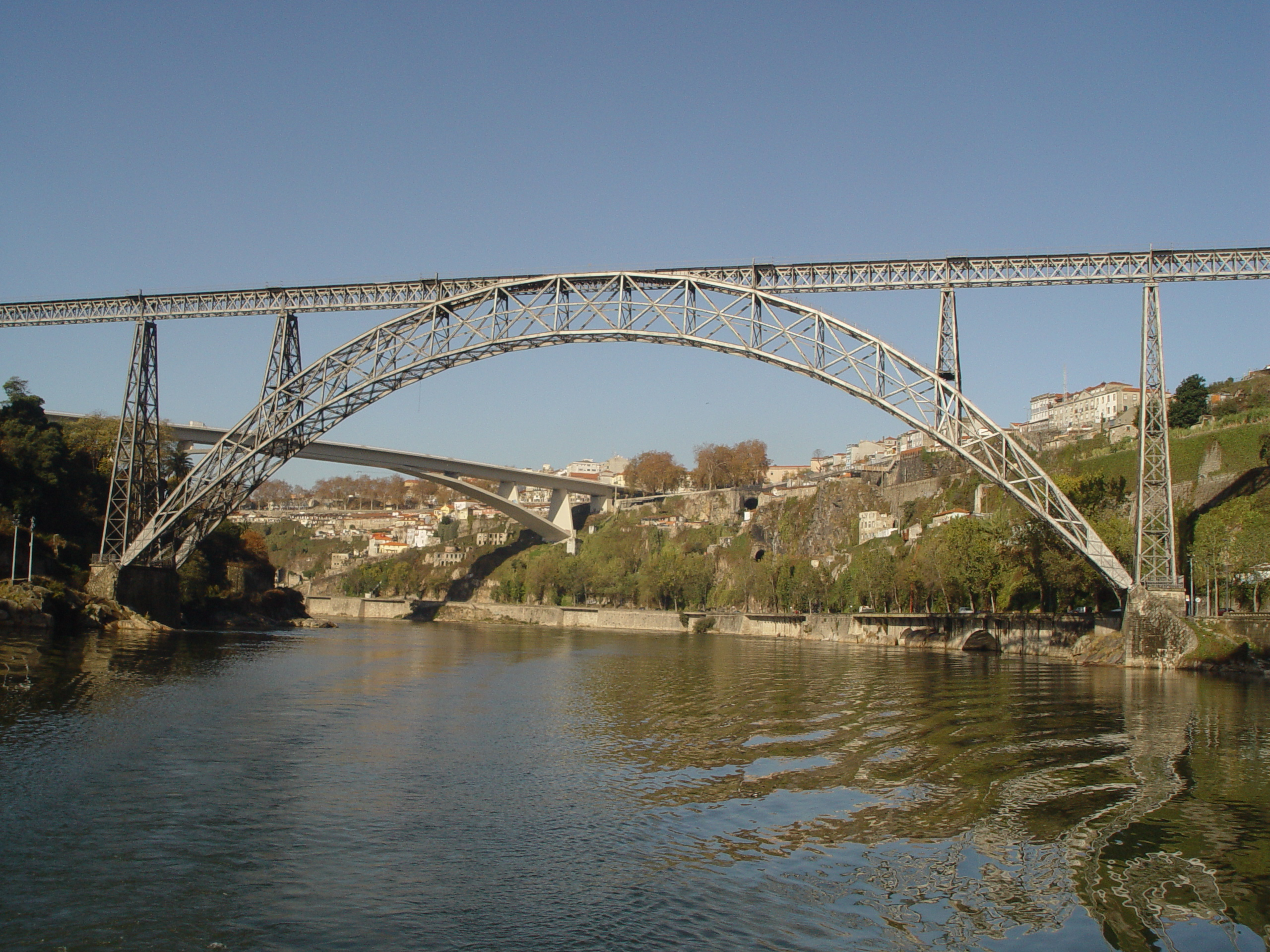
Ponte D. Maria Pia
Ponte de São João